# Salvador Armet
Salvador Armet y Ricart (Barcelona, 1860-Barcelona, 1928) fue un crítico musical, arqueólogo, músico, folclorista y excursionista español, casado con Isabel María del Carmen de Castellví y Gordon, condesa de Carlet, título nobiliario («El Conde de Carlet») con el que él firmaba sus textos.

## Biografía
Nació en 1860 en Barcelona. Aficionado a la música, publicó un Estudi sobre 'l cant pla ó gregoriá (Vich, imprenta R. Anglada, 1883) y un Boceto crítico de la tragedia y la ópera Hamlet, escrito en 1882 en colaboración con José María Serrate. Enviudó de su primer matrimonio, con Mercedes Moxó, y se casó en segundas nupcias con la condesa de Carlet y del Castellá. Armet, que también practicó el excursionismo, escribió sobre ello en el Butlletí del Centre Excursionista de Catalunya. Falleció el 21 de marzo de 1928 en Barcelona a la edad de sesenta y nueve años y fue enterrado en el cementerio viejo. Antonio Palau y Dulcet dice de él en sus memorias: «supuesto aristócrata, buen mozo, elegante. En sus tarjetas, debajo de una corona condal se leía: "S. A. R. (Su Alteza Real) El Conde de Carlet." En realidad era un tramposo y un bibliófilo refinado a la vez».